# Algemeene Transport Onderneming

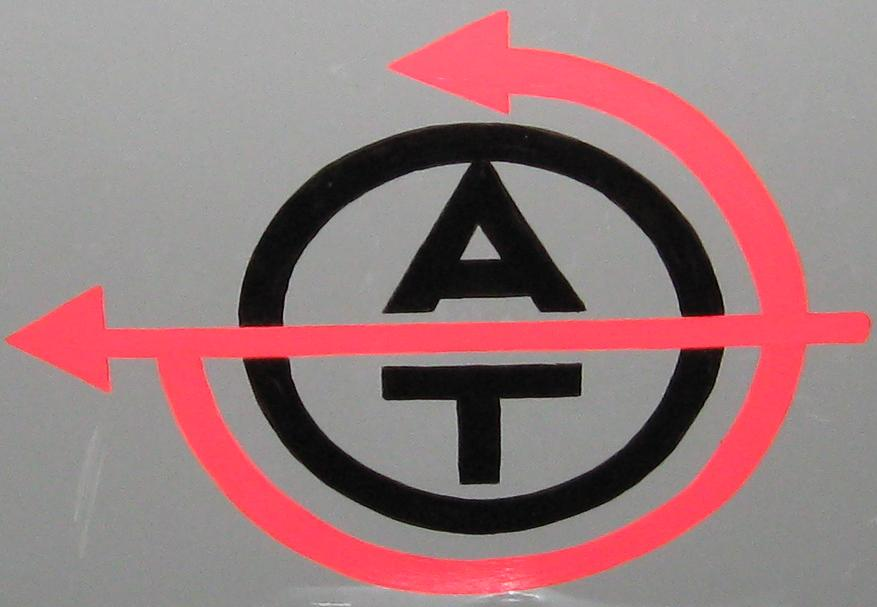
ATO-logo op een ATO/Van Gend en Loos-vrachtwagen, tentoongesteld in het Spoorwegmuseum

De Algemeene Transport Onderneming (ATO) is een voormalige dochteronderneming van de Nederlandse Spoorwegen en actief in het streekvervoer per autobus.

## Oprichting
ATO werd in 1927 opgericht als dochterbedrijf van de NS. ATO had als taak om te concurreren met de opkomende vervoerbedrijven die per autobus concurreerden met de treinen van de Nederlandse Spoorwegen en een flinke winstdaling van het reizigersvervoer van de NS veroorzaakten tussen 1921 en 1927. In deze periode daalden de inkomsten uit reizigersvervoer van 90.000.000 gulden tot 75.750.000 gulden.
Het plan van NS was om voor ATO veel vergunningen binnen te halen, eventueel ten koste van plaatselijke vervoerders, om zo een uitgebreid samenhangend netwerk van buslijnen op te zetten. Ze wilden daarmee het model van Zwitserland volgen, waarin de bussen zorgden voor goed voor- en natransport op de treinen. Ook dacht NS, door buslijnen parallel aan spoorverbindingen te starten, enkele kleine niet-rendabele stations op te kunnen heffen.
Deze plannen, met name het verdringen van particuliere bedrijven en het opzetten van een monopolie, maakten ATO al snel impopulair en zorgden ervoor dat de particuliere ondernemingen zich aaneensloten tot de Nederlandsche Bond van Autobusondernemers (NBA).
NS bracht in 1928 ook de Commanditaire Vennootschap Algemeene Expeditie Onderneming Van Gend en Loos, H. Colignon & Cie (kortweg Van Gend & Loos) - die tot dan toe de aan- en afvoer van goederen bij stations had verzorgd - onder bij de ATO, met als nieuwe naam NV Expeditie Onderneming Van Gend & Loos. De gehele inventaris van het oude bedrijf ging naar ATO en werd verhuurd aan de nieuwe NV. Van Gend & Loos ging zich verder bezighouden met goederenvervoer, terwijl ATO de taak had om personenvervoer op de weg te zetten.

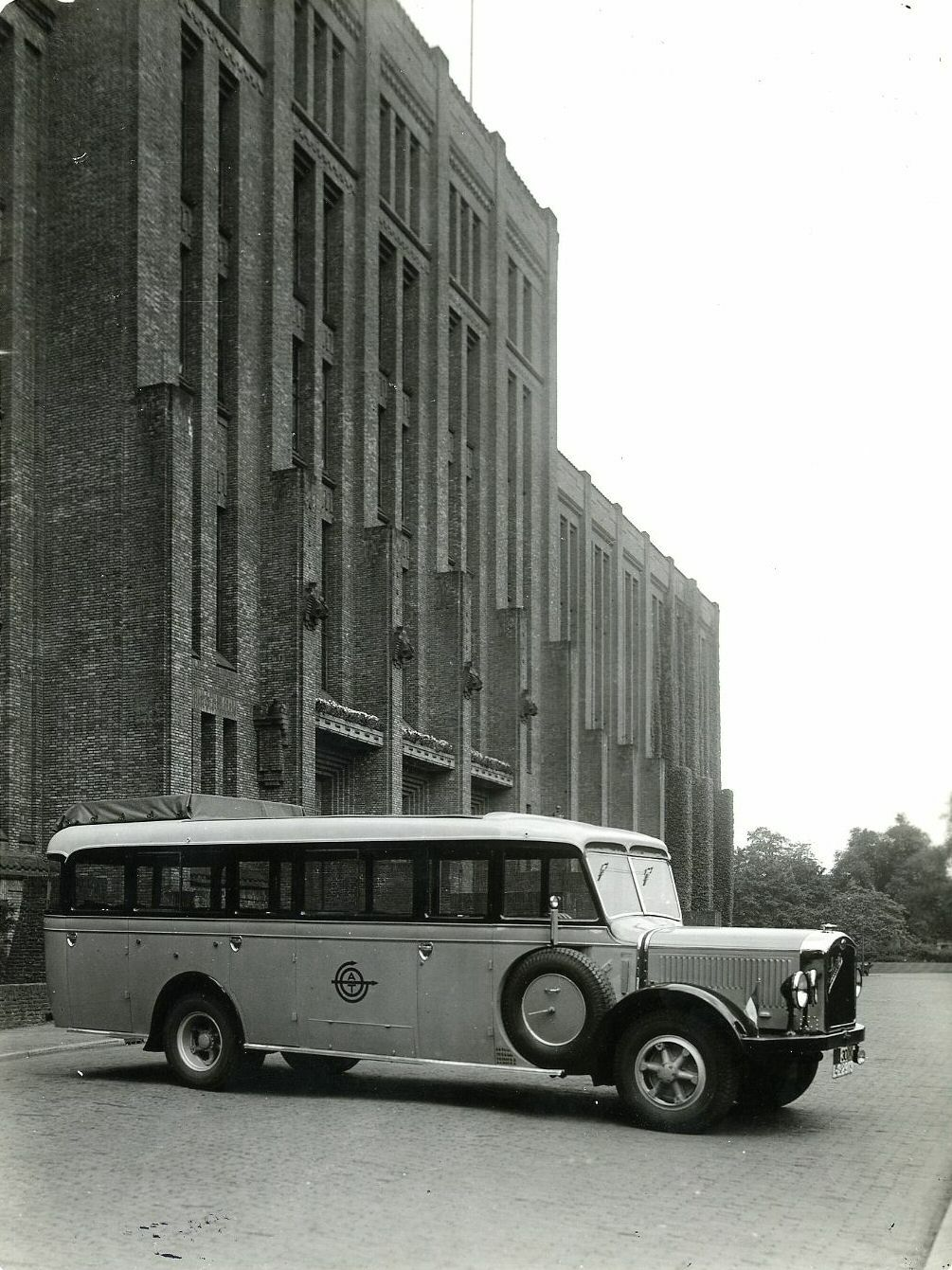
Een Saurer autobus van de A.T.O. bij het 3e Hoofdadministratiegebouw van de Nederlandse Spoorwegen (HGB III) aan het Moreelsepark te Utrecht.

## Opgezette lijndiensten
ATO vroeg vanaf het begin veel vergunningen aan. Ze werd veel tegengewerkt door de NBA en plaatselijke gemeenten. De eerste ritten werden gereden in juli 1927 op de lijn Gorinchem – Papendrechtse Veerpont. ATO was niet welkom in de streek en de plaatselijke bevolking werkte ATO tegen ten gunste van plaatselijke ondernemers. In november 1928 raakte ATO de vergunning kwijt en moest zij de lijndienst op dit traject staken. ATO probeerde meer lijndiensten op te zetten, maar dit was meestal onsuccesvol. Alleen in Noord-Brabant en Drenthe kon men aanvankelijk een uitgebreider netwerk opzetten. ATO lukte het om lijndiensten op te zetten rond Gorinchem, in de Betuwe, in de omgeving van Breda, rond Uden en Boxmeer, in Drenthe, tussen Nunspeet en Zwolle/Kampen en over de Afsluitdijk.

### Gorinchem
Naast de eerste lijn van Gorinchem naar de Papendrechtse veer zette ATO ook lijnen op naar Vianen, Breda en Waalwijk. De lijn Gorinchem – Leerdam – Vianen werd van 9 juli 1928 tot 1 september 1930 uitgevoerd. Nadat ATO de dienst staakte, raakte zij de vergunning kwijt.

### Betuwe
In de Betuwe wilde ATO een complex netwerk opzetten. Het verlies op kleine onrendabele lijnen zou worden gecompenseerd met winst van voordelige lijnen, in dit geval de lijn Culemborg – Tiel. Rond Culemborg, Geldermalsen en Tiel kreeg ATO een aantal vergunningen. De plaatselijke ondernemer De Kriek kreeg geen toestemming om verder te mogen rijden op Culemborg – Tiel. ATO staakte in 1929 en 1930 de overige lijnen, maar bleef rijden op Culemborg – Tiel. Dit leidde tot veel kritiek van NBA. In 1935 verdween ATO op deze lijn. In 1938 verdween de laatste ATO-lijn uit de Betuwe.

### Breda
In Noord-Brabant lukte het ATO om vanaf 1927 rond Breda, Dongen, Zundert en Baarle-Nassau enkele lijndiensten op te zetten. De meeste lijnen waren in 1930 alweer verdwenen. Alleen Willemstad – Breda, Gorinchem – Breda, Tilburg – Baarle-Nassau – Dongen – Gilze – Rijen en Dongen – Waalwijk waren succesvol. De lijnen naar Breda en de lijn Tilburg – Baarle-Nassau gingen in 1942 over naar de Brabantsche Buurtspoorwegen en Autodiensten (BBA), de overige verdwenen in de oorlog. In 1938 nam ATO de lijn Breda – Chaam over en in 1939 de lijnen Breda – Gilze-Rijen – Tilburg, maar deze gingen naar BBA en Vitesse.

### Grave/Uden/Boxmeer
De opzet rond Uden en Boxmeer was gelijk aan die in de Betuwe. ATO haalde een aantal vergunningen binnen met de belofte om onrendabele lijnen in stand te houden door de winst uit de rendabele lijnen. De rendabele lijn in dit gebied was Nijmegen – Grave – Uden – Eindhoven. Op deze lijn kreeg ATO concurrentie van Van de Rijdt uit Grave, die reed op het traject Nijmegen – Grave. ATO kreeg alleen toestemming om doorgaande reizigers van Nijmegen naar Grave te vervoeren. ATO vervoerde echter ook mensen met eindbestemming Grave. Een protest van Van de Rijdt werd bij Koninklijk Besluit ongegrond verklaard. Vanuit Uden werden in 1928 lijnen naar Helmond en 's-Hertogenbosch opgezet. Vanuit Boxmeer werden lijnen opgezet naar Helmond, Cuijk, Grave, Mill en Venray. In 1929 en 1930 staakte ATO de exploitatie op de minder renderende lijnen. De vergunningen werden ingetrokken en gegund aan Van de Rijdt of oorspronkelijke vervoerders. Hierdoor werd in 1931 ook de vergunning voor de lijn Nijmegen – Eindhoven ingetrokken. Ook deze lijn ging naar Van de Rijdt.

### Drenthe
In Drenthe wist ATO in september 1927 tien lijnen op te zetten, waaronder vijf marktdiensten. Alleen de lijn Groningen – Assen was succesvol. De marktlijnen gingen in oktober 1928 per Koninklijk Besluit terug naar de oorspronkelijke vervoerder. Van de overige lijnen werd de vergunning ingetrokken of werden gestaakt. Alleen Groningen – Assen bleef behouden. De NS wilde langs deze lijn enkele kleine stations sluiten en vervangen door de busdiensten van ATO. De vervoerders DABO en EDS vroegen vergunningen aan voor rechtstreekse lijnen van Hoogeveen en Coevorden naar Groningen. Ondanks protest van ATO werd een vergunning afgegeven voor gezamenlijke exploitatie met ATO gegeven. Wegens brandstofschaarste werd in juli 1940 de vergunning voor ATO tijdelijk ingetrokken. In augustus staakte ATO officieel de dienst en moesten DABO en EDS 18% van de bruto-ontvangsten afstaan aan ATO. Na de oorlog verviel deze verplichting. Een verzoek om een nieuwe vergunning voor ATO werd niet gehonoreerd.

### Nunspeet – Zwolle/Kampen
Op 1 september 1931 nam ATO het reizigersvervoer van Nunspeet naar Zwolle en Kampen over van de Nederlandsche Centraal-Spoorweg-Maatschappij (NCS), welke haar stoomtramdienst staakte. Het traject Wezep – Kampen werd in 1934 gestaakt. De lijn Nunspeet – Zwolle bleef goed draaien en in Nunspeet kwam in 1938 aansluiting op een lijn van VAD. In 1939 probeerde ATO opnieuw een vergunning te krijgen voor het traject naar Kampen, maar dit ging niet door. In oktober 1942 ging de lijn over naar VAD.

### Afsluitdijk
De meest succesvolle lijn van ATO was die over de Afsluitdijk van Alkmaar naar Leeuwarden. ATO kreeg in 1932 exclusieve vergunning voor het vervoer over de afsluitdijk. Op 23 mei 1933 reed de eerste bus. Op enkele delen van het traject mocht ATO geen lokale reizigers vervoeren ten gunste van plaatselijke ondernemers. Ook kreeg ATO last van Friese ondernemers die zonder vergunning reizigers van Friesland naar Amsterdam vervoerden. Dit duurde tot zomer 1934, waarna grote politiecontroles er een einde aan maakten. Op 19 augustus 1940 werd de dienst gestaakt. De vergunning verliep op 15 mei 1942 en ATO kreeg in verband met schaarste geen tijdelijke vergunning. In 1946 diende ATO een nieuwe aanvraag in. ATO kreeg de vergunning maar besteedde de exploitatie uit aan NACO en NTM. Op 18 januari 1948 droeg ATO de rechten over aan NACO en NTM. Dit betekende het definitieve einde van de lijndiensten van ATO.

## Overnames
ATO verwierf een slechte naam als lijndienstondernemer. Hierdoor werden nieuwe vergunningen vaak niet gegund. ATO groeide vanaf 1938 door het overnemen van andere autobusbedrijven of door het overnemen van vergunningen. Het eerste bedrijf dat overgenomen werd was GADO in 1938. GADO-directeur Diele van der Ploeg benaderde ATO zelf voor overname, wat hem door zijn collega-ondernemers niet in dank werd afgenomen. In totaal werden ongeveer 90 bedrijven en vergunningen overgenomen. Een aantal gebeurde door ATO of NS-dochters. Een aantal overgenomen bedrijven waren Vitesse, Van de Rijdt, VAD en NACO.
Enkele overgenomen bedrijven werden later eerste krings-bedrijven. Dit waren NS-dochters, net als ATO zelf en daarmee zusterbedrijven van ATO, met eigen directie en werkplaatsen. Naast ATO had NS enkele voormalige tramwegmaatschappijen die eerste krings-bedrijven waren, GoTM, NBM, NZH, WSM, NTM en vanaf 1943 MBS. Enkele grote busbedrijven van ATO werden ook eerste krings-bedrijf, waaronder GADO, NACO, VAD en Vitesse. Later ontstonden ook tweede krings-bedrijven. Dit waren ATO-dochters met een eigen bedrijfsleider, die verantwoording aan de ATO-directie afleverde. Onderhoud werd bij de Centrale Werkplaats van ATO uitgevoerd. De nieuwe eerste krings-bedrijven waren eerst tweede krings-bedrijven geweest. Andere tweede krings-bedrijven onder andere Van de Rijdt, Citosa en LAD. Van de Rijdt werd later bij Vitesse ondergebracht.
ATO zette zelf ook enkele nieuwe bedrijven als tweede krings-bedrijf op om zo kleine bedrijven samen te voegen. Zo ontstond onder andere Salland in Overijssel en NOVA op de Veluwe. ATO zette zelf ook enkele nieuwe bedrijven op, Rijnstreek en Velox. Tegen het einde van de ATO waren de opgekochte bedrijven of NS-dochters geworden, opgegaan in NS-dochters of verkocht aan particulieren.

## Toeractiviteiten

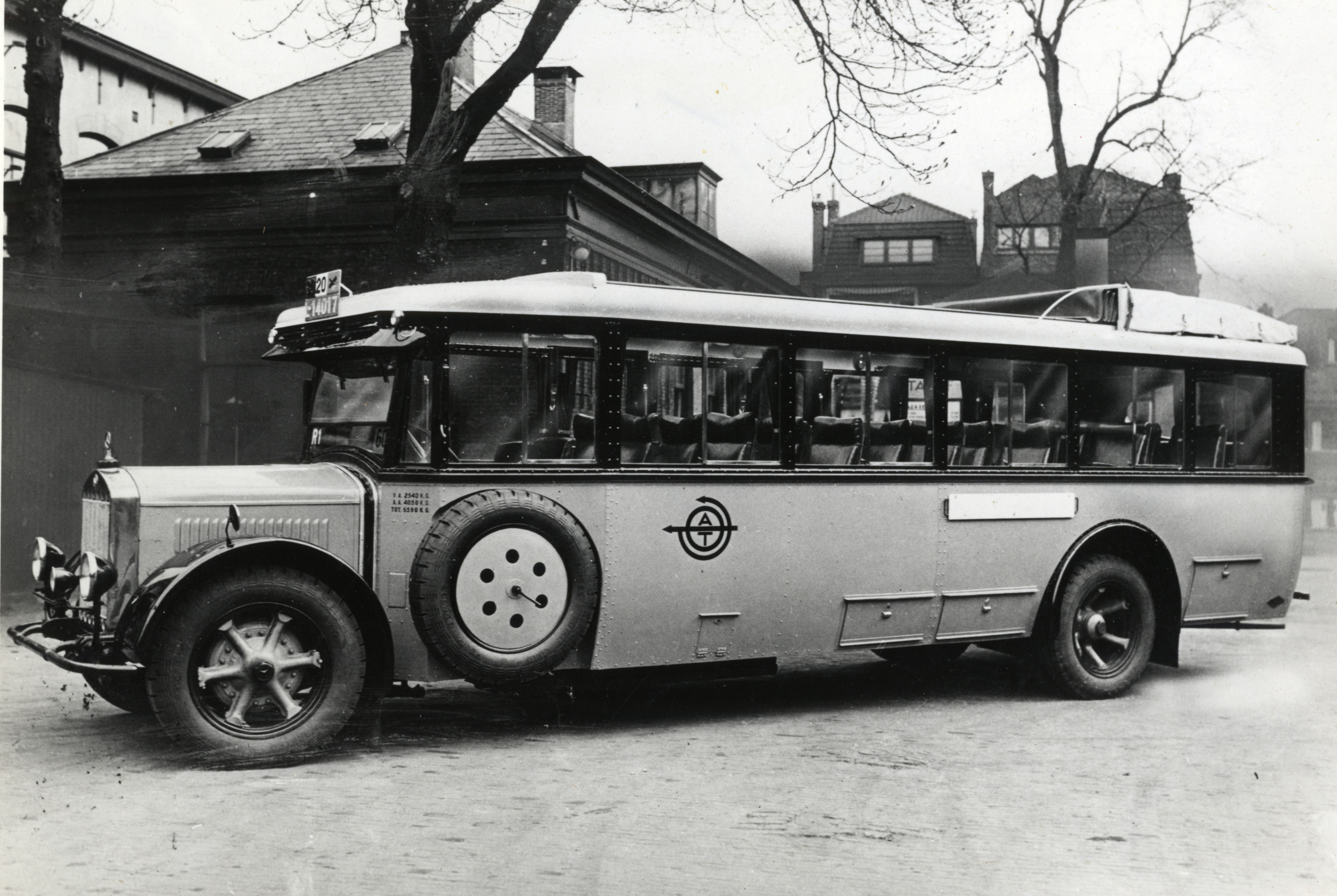
Touringcar van de ATO

Toen het duidelijk was dat ATO als lijndienstbedrijf weinig toekomst had werd in april 1930 besloten om te beginnen met toeractiviteiten. Zes bussen werden omgebouwd tot reiswagen. In 1931 werden 30.426 kilometers gereden. De opbrengst was 13.736,24 gulden. Ook op dit gebied ondervond ATO tegenstand van NBA die soms met succes toervergunningen van ATO aanvocht. Maar als toerbedrijf presteerde ATO vaak beter dan op de lijndienst. Onder het motto Per ATO en Spoor Mooi Nederland Door begon in 1932 een samenwerking met de NS om toerisme per trein te bevorderen. Hiervoor werden nieuwe, moderne en betrouwbare bussen aangeschaft. ATO startte ook een goede samenwerking met reisorganisaties Centropa en Nederlandsche Reisvereeniging. In samenwerking met deze bedrijven bood ATO dagtochten en meerdaagse vakantiereizen aan en bouwde een goede naam op. Doordat chauffeurs tevens monteurs waren bouwde men een reputatie van betrouwbaarheid op. Ook in het buitenland werd reclame gemaakt en er werden bezoekers uit onder andere Zwitserland, Engeland en Japan aangetrokken. In 1936 en 1937 nam ATO deel aan de Rally van Monte Carlo. De eerste deelname leverde extra publiciteit op. Eind augustus 1939 werden in verband met de mobilisatie van Nederland de toeractiviteiten stopgezet en zette ATO de bussen in voor vervoer van militairen.
Na de Tweede Wereldoorlog organiseerde de ATO vrachtverkeer naar Praag en vervoerde in 1946 Nederlandse zakenlieden naar Praag om nieuwe handelsbetrekkingen aan te knopen. In 1947 kreeg ATO soortgelijke opdrachten om ritten te verzorgen naar Leipzig. Ondanks hevige sneeuwval wist ATO ook dit te volbrengen. Hierna stopte ATO met toeractiviteiten.

### Rally van Monte Carlo 1936
Als reclamestunt schreef ATO zich in 1936 in samenwerking met de Nederlandsche Reisvereeniging in voor de Rally van Monte Carlo. Hiervoor werd een 5-cilinder Minerva Kromhoutdiesel met plaats voor 34 personen uitgekozen. Deze wagen werd compleet gereviseerd. Na uitvoerige testen begon de rit op 27 januari 1936. De rally bestond uit de rit naar Monte Carlo via vaste controlepunten en een behendigheidsrit. De Nederlandsche Reisvereeniging had gebruikgemaakt van de aanleiding om een wintertour te organiseren en 12 leden gingen als passagier mee met de twee ATO-chauffeurs, Van Dorland en Kinkelaar. De bus vertrok vanuit Amsterdam en reed naar Monte Carlo via onder meer Brussel en Parijs. In Frankrijk pikten de chauffeurs nog twee gestrande Engelse chauffeurs op, die gewond waren geraakt bij een ongeluk. De ATO-bus kwam binnen de tijd aan en kreeg na overleg geen strafpunten voor het vervoeren van meer dan 12 passagiers. De volgende dag namen de twee chauffeurs deel aan de behendigheidsritten, iets wat door velen niet mogelijk werd geacht met een dergelijke bus. De ATO-bus viel officieel buiten de prijzen, maar ontving van de Prins van Monte Carlo een speciaal vervaardigde prijs, omdat deze onder de indruk was van de prestatie van de ATO-chauffeurs. De reclamestunt leverde ATO extra buitenlandse toeristen in dat jaar.

## Werkplaats en garage-activiteiten

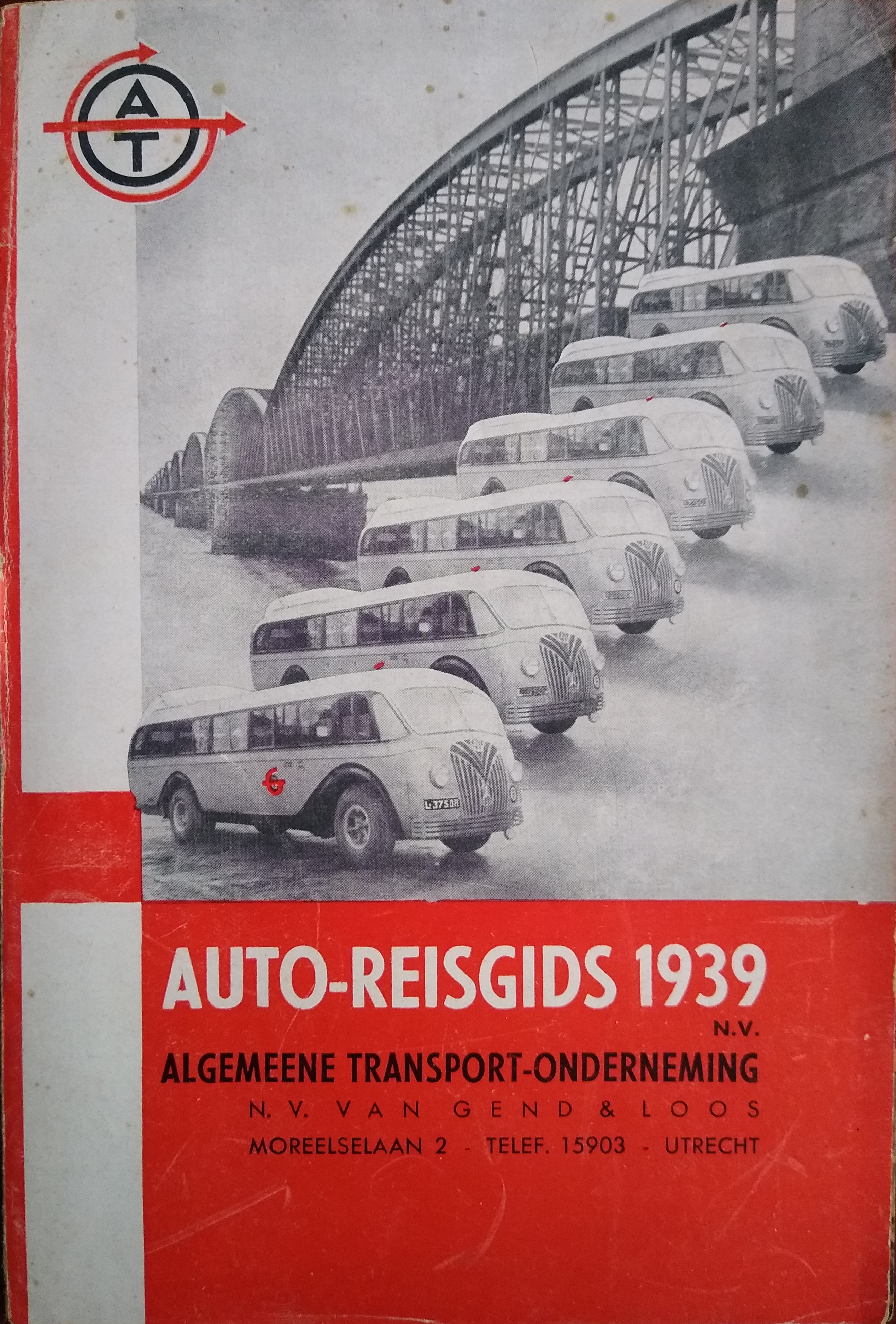
ATO / van Gend & Loos reisgids 1939

Voor ATO werd door NS een voormalige werkplaats van de NRS ter beschikking gesteld en verbouwd. Deze bevond zich in Utrecht bij het station. De werkplaats werd omgebouwd tot garage en werkplaats voor de bussen van ATO, andere NS-dochters en ATO-dochters. Ook de werkplaatsen van Van Gend & Loos werden hierin ondergebracht. Na 1939 werd de werkplaats vooral gebruikt voor onderhoud van de ATO-dochters. In 1941 werd de werkplaats deels verzelfstandigd met de oprichting van de NV ATO, Afdeling Autoherstelbedrijf. Deze afdeling kwam in 1945 los te staan van ATO onder de naam NV Centraal Auto Herstel Bedrijf (in oprichting), eerst afgekort tot CAHB i.o. Op 17 december 1947 werd het geheel verzelfstandigd tot Centraal Autoherstel Bedrijf (CAB). Dit bedrijf coördineerde voortaan de ontwikkeling van nieuwe autobustypen voor de bedrijven van de NS-holding, die hier ook - net als Van Gend & Loos - de grote revisies aan hun materieelpark lieten uitvoeren.
Bij stations had ATO kleine garages en stallingen en bood de mogelijkheid om de auto overdekt te stallen om de reis met de trein te vervolgen. In Utrecht gebeurde dit bij de Centrale Werkplaats. ATO gaf de reiziger ook de mogelijkheid tot onderhoud aan de auto terwijl de reiziger onderweg was. Deze activiteiten waren een succes maar werden met de teloorgang van ATO gestaakt. Later zou dit systeem door een samenwerking tussen NS en ANWB in zekere vorm terugkeren in het P&R systeem.

## Materieel
ATO streefde enige vorm van standaardisatie na. In totaal schafte ATO zelf 147 bussen aan. De voorkeur van chassis ging uit naar Mercedes-Benz. Hiervan werden 86 bussen aangeschaft. Andere chassis-merken waren Citroën, Chevrolet, Minerva, Saurer en Ford. Door overname van GADO en andere bedrijven kwamen merken als Diamond T, Dodge en Kromhout in het wagenpark van ATO. De voorkeur voor carrosseriebouwers ging uit naar Den Oudsten & Domburg waarvan 99 bussen werden aangeschaft. Andere merken waren Mercedes-Benz, Verheul, Werkspoor, Amsterdamsche Rijtuig Maatschappij (ARM), Lith en Waggonfabrik Uerdingen (later Düwag).

### Nummering
In tegenstelling tot de meeste bedrijven gebruikte ATO letters in de nummering van haar wagenpark. Aanvankelijk kregen bussen de letters A, B of C als voorvoegsel. Deze waren een verwijzing naar de afmetingen en kwamen overeen met de corresponderende wegen van die tijd (A-wegen, B-wegen en C-wegen). Een eventuele tweede letter verwees naar het merk. Later kregen bussen het voorvoegsel R van reiswagen en vrachtwagens L van lastwagen.

## Einde
In 1948 verdween ATO als busonderneming. Overgenomen bedrijven waren inmiddels verkocht of een rechtstreeks dochterbedrijf van NS geworden en de toeractiviteiten waren gestaakt. In januari stond ATO haar laatste buslijn, over de Afsluitdijk, af. ATO hield op te bestaan als openbaarvervoerbedrijf. ATO ging verder met Van Gend & Loos als NV Algemene Transport- en Expeditie-onderneming Van Gend & Loos. Onder de vervoerders in het openbaar vervoer had ATO een zeer slechte naam opgebouwd, vooral door de vaak valse beloften bij het aanvragen van vergunningen, de poging tot monopoliseren van de markt en het agressieve overkoopgedrag. Als toeronderneming was ATO wel succesvol en had een goede naam en beleefde met de Rally van Monte Carlo in 1936 haar hoogtepunt.